# 番子溝 (臺北市)
番子溝，原寫為番仔溝，是臺北市的一個舊地名，位於今大同區西北部及士林區西南端，範圍包括大同區的老師里西北部，以及士林區的富光里南端、福順里西南角。番子溝也是曾經分隔大龍峒和社子島的水道，現已填平。

## 歷史
台灣清治末期至日治前期，該地區為一街庄，稱為「番仔溝庄」，隸屬於大加蚋堡。該庄北隔基隆河分流番子溝與社仔庄為鄰，東及南與大龍峒街為鄰，西隔淡水河與三重埔庄為界。
1901年（日治明治三十四年）11月，該庄為臺北廳直轄，隸屬於第三區。1906年（明治三十九年）1月，第三區改名「大龍峒區」。1920年（大正九年）番仔溝庄改制並雅化為「番子溝」大字，隸屬於臺北州臺北市。1922年4月町目劃分時，番子溝大字合併南側大龍峒的一部分並改制為河合町。
戰後臺北市改制為省轄市。1946年2月臺北市劃分為10個區，番子溝地區隸屬於大同區，町改制為里。1968年7月臺北市改制為院轄市。1990年3月，臺北市各區重劃，番子溝地區仍屬於大同區。

## 公園
- 迪化休閒運動公園（部分）